# TerraSAR-X
El TerraSAR-X és un satèl·lit d'observació terrestre amb finalitat d'explotació comercial creat fruit d'una aliança d'empreses publicoprivada entre l'Agència espacial alemanya (DLR) i Airbus Defence and Space (antiga Astrium, entre d'altres). El satèl·lit va ser llançat el 15 de Juny del 2007 des del cosmòdrom de Baikonur amb un cohet Dnepr-1. El centre de control forma part del Centre Alemany d'Operacions Espacials, que està ubicat a les instal·lacions del Centre Aerospacial Alemany (DLR) a Oberpfaffenhofen, prop de Múnic, Alemanya.

## Característiques de la missió
- Tipus: Observació terrestre
- Data de llançament: 15 de Juny del 2007
- Massa en el llançament: 1.230 kg (inclosos 82 kg de fuel i 220 kg del instrument principal TROPOMI)
- Vehicle de llançament: Dnepr-1
- Lloc de llançament: cosmòdrom de Baikonur
- Òrbita: òrbita terrestre baixa, Heliosíncrona, òrbita polar
- Altitud perigeu: 514 km[2]
- Altitud apogeu: 516 km[2]
- Inclinació: 97.44 °[2]
- Cicle orbital: 95 minuts[2]
- Durada nominal: 5 anys

## Instrument
El Radar d'obertura sintètica que porta a bord permet aconseguir imatges d'alta qualitat en Banda X per a aplicacions científiques, de recerca i comercials. La Banda X en la que opera el satèl·lit correspon a microones de 3 cm de longitud d'ona (freqüència de 9.65 GHz). A aquesta banda el satèl·lit pot transmetre les mesures independentment de les condicions atmosfèriques o la presència de núvols.

## Aplicacions
Entre les aplicacions més destacables del radar d'alta resolució a bord del TerraSAR-X hi ha les següents:
- Mapes topogràfics: en 2D i en 3D, amb escales fins a 1:25.000.
- Moviment en superfície terrestre basada en sèries temporals d'imatges adquirides pel satèl·lit i causades per mineria, construcció d'infrastructures, excavacions o obres d'enginyeria.
- Aplicacions mediambientals de control de boscos o innundacions.

## Sistema TerraSAR-X iTanDEM-X
El satèl·lit TerraSAR-X forma un tàndem amb el seu satèl·lit germà TanDEM-X (de l'anglès TerraSAR-X add-on for Digital Elevation Measurement). Els dos satèl·lits són idèntics i volen a una distància compresa entre els 200 i els 500 metres. El tàndem permet una precisió sense precedents a data de llançament i impossible d'aconseguir amb només un satèl·lit. El sistema és el primer interferòmetre SAR configurable a l'espai: en aquest mode, un satèl·lit actua com a transmissor del senyal i ambdós reben l'eco del senyal reflectit a la superfície terrestre. La cobertura total de la superfície terrestre, d'uns 150 milions de quilòmetres quadrats, s'aconseguí al cap de tres anys de funcionament en tàndem de vol.